# Mike Davis (baloncestista de 1946)
Michael A. "Mike" Davis (Brooklyn, Nueva York, 26 de julio de 1946) es un exjugador de baloncesto estadounidense que jugó 3 temporadas en la NBA y una más en la ABA. Con 1,90 metros de altura, lo hacía en la posición de base.

## Trayectoria deportiva

### Universidad
Jugó durante tres temporadas con los Panthers de la Universidad de Virginia Union, en las que promedió 31,0 puntos y 9,4 rebotes por partido. Allí conserva todavía varios récords de anotación, como el de más puntos en un partido, con 62, el de más puntos en una temporada, con 2.758 y el de promedio de anotación en una temporada, con 36,3 puntos por partido.

### Profesional
Fue elegido en la decimocuarta posición del Draft de la NBA de 1969 por Baltimore Bullets, donde en su única temporada en el equipo, como suplente de Earl Monroe, consiguió promediar 11,9 puntos y 2,3 rebotes por partido, su mejor campaña como profesional, que le permitió ser elegido en el Mejor quinteto de rookies.
Al año siguiente fue traspasado a Buffalo Braves a cambio de una primera ronda del draft. En los Braves jugó dos temporadas, antes de ser cortado antes de comenzar la temporada 1972-73, regresando como agente libre de nuevo a los Bullets, donde sólo jugaría 13 partidos antes de ser nuevamente cortado.
Aceptó entonces la oferta de los Memphis Tams de la ABA, donde acabó la temporada, para poner fin a su carrera jugando dos años más en los Hazleton Bullets de la CBA.

#### Estadísticas

##### Temporada regular
| Temp.   | Edad | Equipo    | Liga  | P   | TIT | MIN  | TC  | TCA  | %TC  | 3P  | 3PA | %3P  | TL  | TLA | %TL  | R.OF. | R.DEF. | REB | ASIS | ROB | TAP | PER | FP  | PTS  |
| 1969-70 | 23   | Baltimore | NBA   | 56  |     | 23.8 | 4.6 | 10.5 | .444 |     |     |      | 2.7 | 3.4 | .776 |       |        | 2.3 | 2.0  |     |     |     | 3.1 | 11.9 |
| 1970-71 | 24   | Buffalo   | NBA   | 73  |     | 22.2 | 4.3 | 10.6 | .410 |     |     |      | 2.7 | 3.6 | .760 |       |        | 2.6 | 2.1  |     |     |     | 3.0 | 11.4 |
| 1971-72 | 25   | Buffalo   | NBA   | 62  |     | 17.2 | 3.4 | 8.1  | .425 |     |     |      | 2.2 | 2.9 | .767 |       |        | 1.9 | 1.3  |     |     |     | 2.3 | 9.1  |
| 1972-73 | 26   | TOTAL     | TOTAL | 51  |     | 16.4 | 2.8 | 6.7  | .421 | 0.1 | 0.5 | .261 | 1.7 | 2.2 | .759 | 0.4   | 1.1    | 1.5 | 1.3  |     |     | 0.7 | 2.6 | 7.4  |
| 1972-73 | 26   | Baltimore | NBA   | 13  |     | 21.8 | 3.8 | 9.1  | .424 |     |     |      | 1.8 | 1.9 | .920 |       |        | 2.7 | 1.5  |     |     |     | 3.5 | 9.5  |
| 1972-73 | 26   | Memphis   | ABA   | 38  |     | 14.6 | 2.4 | 5.8  | .419 | 0.2 | 0.6 | .261 | 1.6 | 2.3 | .713 | 0.6   | 0.5    | 1.1 | 1.2  |     |     | 0.9 | 2.3 | 6.7  |
| Total   |      |           | TOTAL | 242 |     | 20.0 | 3.9 | 9.1  | .424 | 0.2 | 0.6 | .261 | 2.4 | 3.1 | .765 | 0.6   | 0.5    | 2.1 | 1.7  |     |     | 0.9 | 2.8 | 10.1 |
|         |      |           | NBA   | 204 |     | 21.1 | 4.1 | 9.7  | .424 |     |     |      | 2.5 | 3.2 | .772 |       |        | 2.3 | 1.8  |     |     |     | 2.8 | 10.7 |
|         |      |           | ABA   | 38  |     | 14.6 | 2.4 | 5.8  | .419 | 0.2 | 0.6 | .261 | 1.6 | 2.3 | .713 | 0.6   | 0.5    | 1.1 | 1.2  |     |     | 0.9 | 2.3 | 6.7  |